# محمدعلی کریم
محمدعلی کریم (عربی: محمد علي كريم؛ زادهٔ ۲۵ ژوئن ۱۹۸۶) یک بازیکن فوتبال اهل عراق است.
وی همچنین در تیم ملی فوتبال عراق بازی کرده‌است.